# Fiesta (novela)
Fiesta (en inglés The Sun Also Rises) es una novela de Ernest Hemingway (1899–1961). Escrita en 1926, está considerada la primera obra de importancia del autor. En ella describe la historia de una serie de personajes pertenecientes a la llamada Generación perdida del período de entreguerras, en una serie de viajes en Francia y España.

## Argumento
Tras la Primera Guerra Mundial, Jake Barnes —un periodista estadounidense incapacitado sexualmente por una herida de guerra— y Brett Ashley —enfermera en la contienda, durante la que ambos mantuvieron una relación—, se reencuentran en el París del período de entreguerras donde se relacionarán con la comunidad norteamericana. Gran parte de la ambientación de la parte inicial de la novela girará en torno a este colectivo y a los lugares que frecuenta.
Desde allí Jake, Brett y sus compañeros Cohn, Bill y Mike se dirigen a España para pescar y para asistir a los Sanfermines, en Pamplona. Durante las fiestas, descritas al detalle, se sucederán una serie de problemas amorosos protagonizados por Brett, en los que intervienen Michael, su prometido, Cohn, con el que ha mantenido un romance semanas antes y Pedro Romero, un torero prometedor y en los que se remarcará la posición de Barnes como simple espectador. Tras acabar las fiestas el grupo se disolverá, terminando la historia en Madrid.

## Repercusión
Fiesta fue la obra que lanzó a Ernest Hemingway como uno de los principales escritores de su tiempo. El éxito de la novela hizo que en 1957 fuese llevada al cine por Henry King.

## Película
La película The Sun Also Rises (Fiesta, 1957) fue dirigida en Morelia por Henry King con Ava Gardner y Tyrone Power como protagonistas.